# 1882 în literatură
Anul 1882 în literatură a implicat o serie de evenimente și cărți noi semnificative.  

## Cărți noi
- F. Anstey - Vice Versa
- Walter Besant - The Revolt of Man
- Bankim Chatterjee - Anandmath
- Richard Doddridge Blackmore -Christowell
- Wilkie Collins - After Dark
- Richard Jefferies - Bevis
- Ouida - Bimbi: Stories for Children
- George Bernard Shaw - Cashel Byron's Profession
- Robert Louis Stevenson - The New Arabian Nights
- Anthony Trollope - The Fixed Period
- Mark Twain - The Prince and the Pauper
- Jules Verne
  - Școala Robinsonilor
  - Raza verde